# Клафо
Клафо (Claffo, KLEF I., KLAFFO) е шестият крал на лангобардите 478 - 490 или (490 - 500). Умира през 500 г.
Син е на лангобардския крал Годеок (Godeoc, Gudehoc), става също арианин.
Непрекъснато стои против съседите си, особено против херулите и трябва понякога да им плаща трибути.
Деца:
- Тато (крал) († 510), наследник
- Зучило или Уничис, (Zuchilo, Unichis), е принц на лангобардите, херцог и Фелдхер на брат си Тато и баща на крал Вачо.